# 黎家樂
黎家樂（1967年—），加拿大政治人物，2001年-05年間以卑詩自由黨黨員身份擔任卑詩省議會溫哥華京士威選區議員，期間曾任執政黨黨團經濟委員會和省議會教育常務委員會成員，以及青年就業分委會主席。
他於卑詩省溫哥華東區長大，曾就讀於該市東南部學校和蘭加拉學院，1992年從西門菲沙大學取得學士學位。他畢業後曾於珍妮克雷格纖體公司以及數間家族經營餐廳和服務業公司任職業務經理，1998年則創辦其公關事務所，並曾任卑詩自由黨黨魁金寶爾的社區組織員。
2001年省選，黎家樂代表卑詩自由黨競逐省議會溫哥華京士威選區議席。該議席所在的東溫過去主要支持新民主黨，該黨前黨魁簡嘉年亦曾任該區省議員。然而這些年間新民主黨受醜聞困擾而民望低落，黎家樂亦乘勢以2835票之差擊敗新民主黨候選人巴薩洛（Alicia Barsallo）晉身省議會。新民主黨其後民望回升，黎家樂亦於2005年省選競逐連任時不敵該黨候選人狄德安；他卸任省議員後成為溫哥華南山商業促進會行政總監。